# Sharp, Stewart and Company

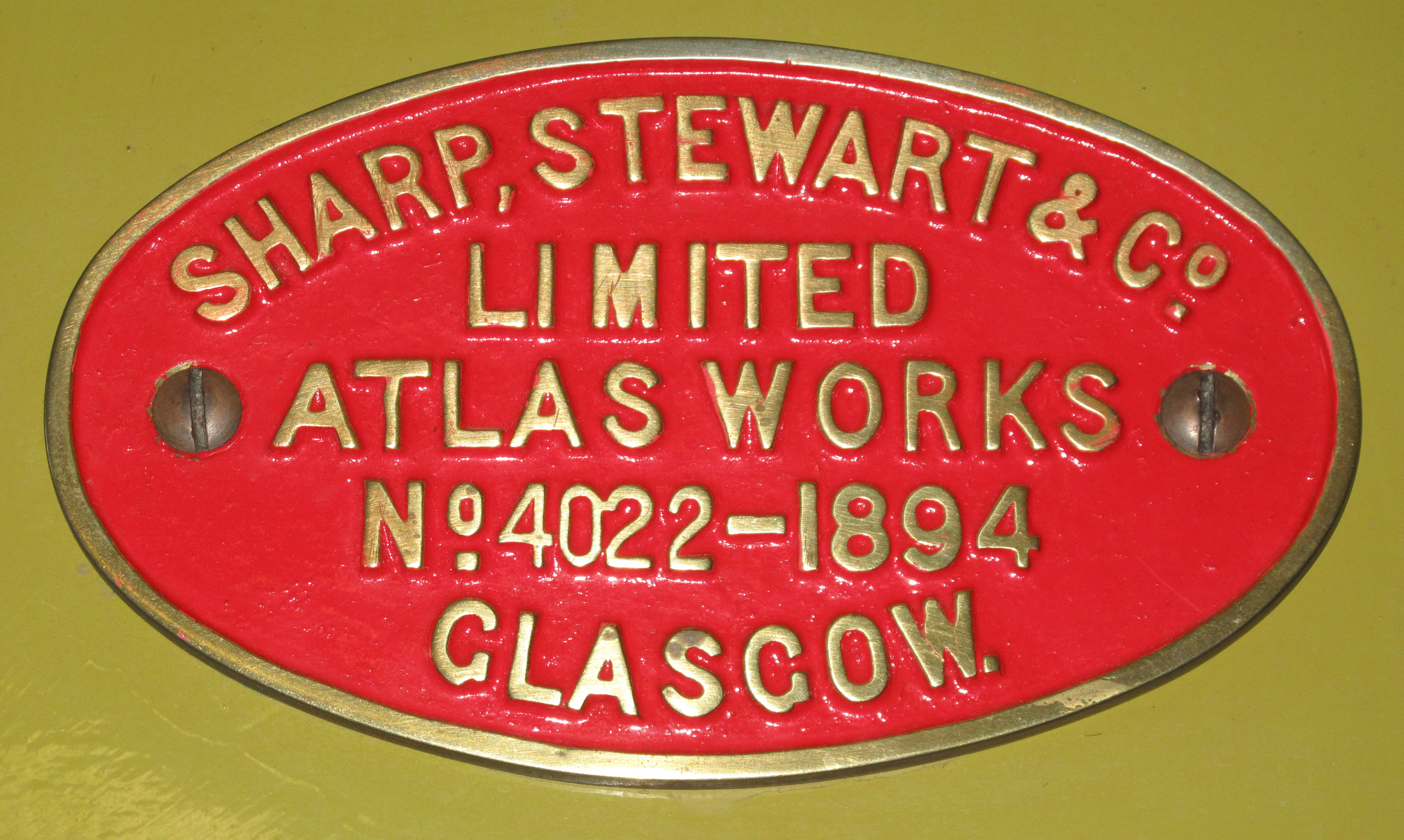
Hersteller-Plakette einer Lokomotive

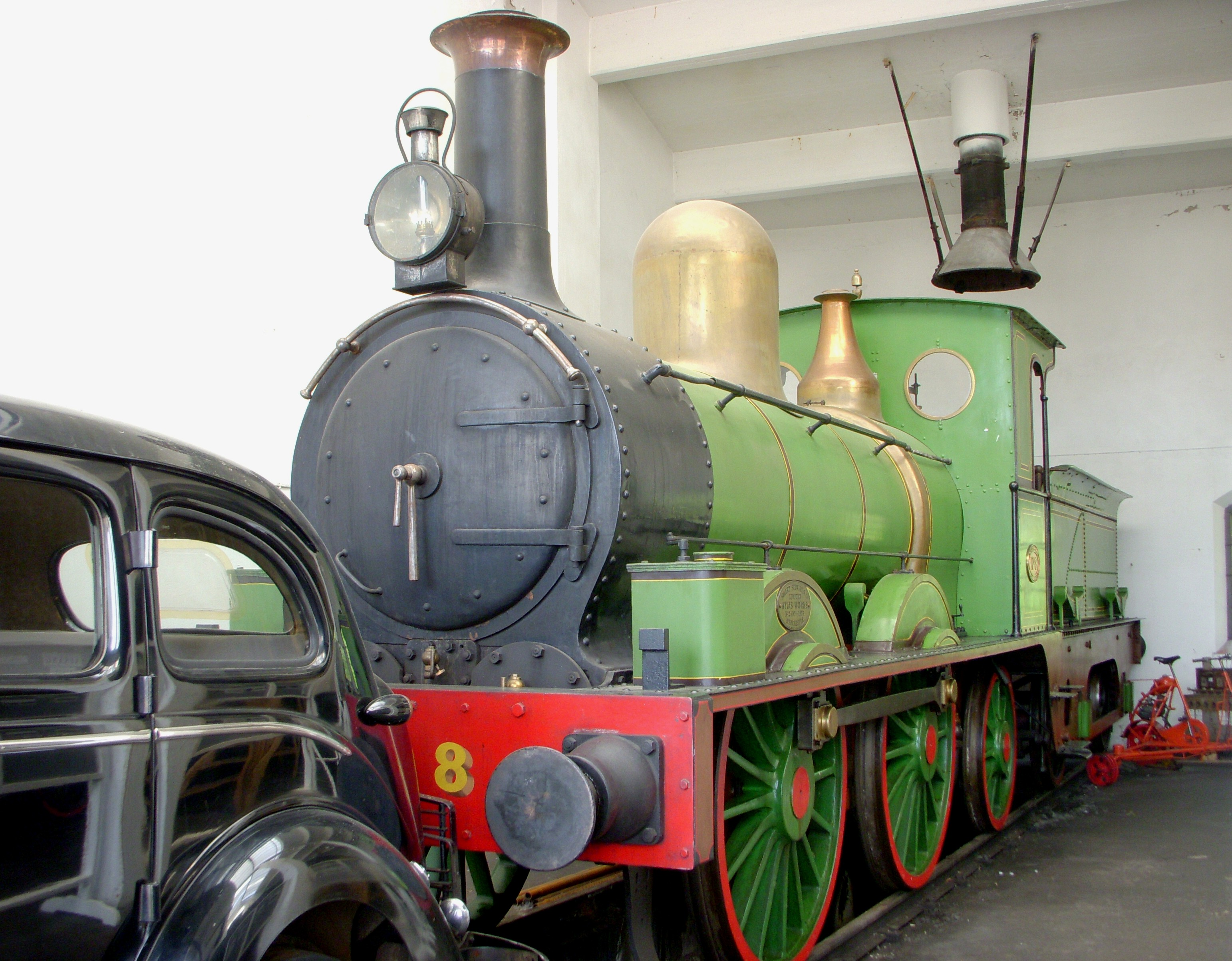
Eine OFWJ Dampflok nr 8 von Sharp, Stewart & Co, 1876, im Eisenbahnmuseum Grängesberg

Sharp, Roberts and Company war ein Lokomotivenhersteller in Manchester, England.
Die Gründer der Gesellschaft sind die Unternehmer Thomas Sharp und Richard Roberts, welche ihr Unternehmen mit der Bezeichnung Atlas Works im Jahr 1828 starteten, um Textilmaschinen und Maschinenwerkzeuge herzustellen.

## Die ersten Lokomotiven
Die Firma hatte schon einige stationäre Maschinen gebaut, als sie 1833 erstmals eine Lokomotive für die Liverpool and Manchester Railway baute. Diese erste Lok hieß treffend „Experiment“ und war eine vierrädrige Lokomotive mit dem Typnamen Planet, mit vertikalen Zylindern über den Führungsrädern. Nach der Whyte-Notation war das Modell eine 2-2-0. Nach einigen Anpassungen wurden noch drei weitere Lokomotiven dieses Typs für die Dublin and Kingstown Railway gebaut. Obwohl sie relativ hohe Geschwindigkeiten erreichten, lagen sie zu schwer auf den Schienen.
So wurde schließlich ein neues Modell entworfen und produziert. Das 2-2-2-Modell bekam innen horizontale Zylinder unter der Rauchkammer und zusätzliche Lager, um die Kurbelwelle zu unterstützen. Etwa 600 dieser Maschinen wurden schließlich zwischen 1837 und 1857 gebaut. Es war die erste größere Serie von Lokomotiven, die von der Firma entwickelt und gebaut wurde. Die ersten zehn aus der Serie wurden an die Grand Junction Railway verkauft. Die sogenannten Sharpies wurden ein Standard, vergleichbar mit den Bury-Maschinen.

## Ein neuer Name, Sharp Brothers
Mit dem Jahr 1843 wechselten die Besitzverhältnisse im Unternehmen, der Partner Roberts verließ das Unternehmen und die Firma trat nun unter dem Namen Sharp Bros. auf. Während der Jahre 1851 und 1852 baute man für die London and North Western Railway zwanzig Lokomotiven nach dem Entwurf von Edward McConnell, die sogenannten Bloomers. Zulieferer war die Firma Wolverton railway works.

## Sharp, Stewart and Company
Das Jahr 1852 brachte erneut einen Wechsel der Gesellschafter, der Seniorpartner John Sharp setzte sich zur Ruhe und Charles Patrick Stewart nahm seinen Platz als neuer Partner ein. Wie schon 1843 wechselte auch das Unternehmen den Namen und firmierte nun unter dem Namen Sharp, Stewart and Company. Acht Jahre später zog sich auch der zweite Seniorpartner Thomas Sharp in den Ruhestand zurück und Stephen Robinson wurde sein Nachfolger.
1860 erhielt das Unternehmen die alleinigen Rechte an Henri Giffards Patent für eine neue Dampfstrahlspeisepumpe. Ähnlich der deutschen Rechtsform für Unternehmen, GmbH, führte 1864 auch dieses Unternehmen die beschränkte Haftung als Bestandteil seiner Rechtsform ein.
Für die Furness Railway stellte man eine Reihe von Tenderloks 0-4-0 her. Die Nummer 20 dieser Serie, gebaut 1863, wurde restauriert in betriebsfähigen Zustand versetzt von der Lakeside & Haverthwaite Railway in Cumbria. Seit 1862 baute man schließlich auch größere Lokomotiven, als erstes einige 4-6-0-Satteltank-Lokomotiven, bei denen der Tank über dem Kessel angeordnet ist, für die Great Indian Peninsula Railway. Fünf Jahre später baute man erneut für Indien einige 0-8-0 Loks.
Ein Umzug des Unternehmens wurde schließlich 1888 nötig, da die verschiedenen Bereiche des Unternehmens mehr Platz benötigten. Man betrieb noch einen Kupfer- und Stahlhandel und machte immer noch in Werkzeugmaschinen. So übernahm man die Clyde Locomotive Works in Glasgow und benannte sie in Atlas Works um.
1889 wurden einige Verbundlokomotiven für die Argentine Central Railway gebaut sowie einige 4-4-0 und 2-8-0. Eine Bestellung von fünfundsiebzig 4-4-0 und 0-6-0 von Midland Railway füllte 1892 die Auftragsbücher. Zu den Aufträgen über eine Reihe von 0-4-0 aus Übersee gesellte sich erst 1894 ein erster Auftrag aus Britannien selbst, die Jones Goods der Highland Railway. Mit dem Ende des Jahrhunderts versorgte die Gesellschaft Eisenbahnen rund um die Welt mit ihren Lokomotiven.

## Die Entstehung der North British Locomotive Company
Nach über 5000 gebauten Lokomotiven verschmolz die Gesellschaft 1903 mit der Neilson Reid and Company und Dübs and Company zur North British Locomotive Company.